# Milino (Lozovo)
Pour les articles homonymes, voir Milino.
Milino (en macédonien Милино) est un village du centre de la Macédoine du Nord, situé dans la municipalité de Lozovo. Le village comptait 334 habitants en 2002. Il se trouve à proximité de la gare de Tocho Arsov, située sur la ligne de Vélès à Kotchani.

## Démographie
Lors du recensement de 2002, le village comptait :
- Macédoniens : 241
- Albanais : 33
- Turcs : 19
- Bosniaques : 14
- Serbes : 4
- Valaques : 1
- Autres : 22